# سیدپور، بنگلادش
سیدپور (به لاتین: Syedpur) یک منطقهٔ مسکونی در بنگلادش است که در استان سیلهت واقع شده‌است.